# Sparkasse

Logo del Sparkasse alemán

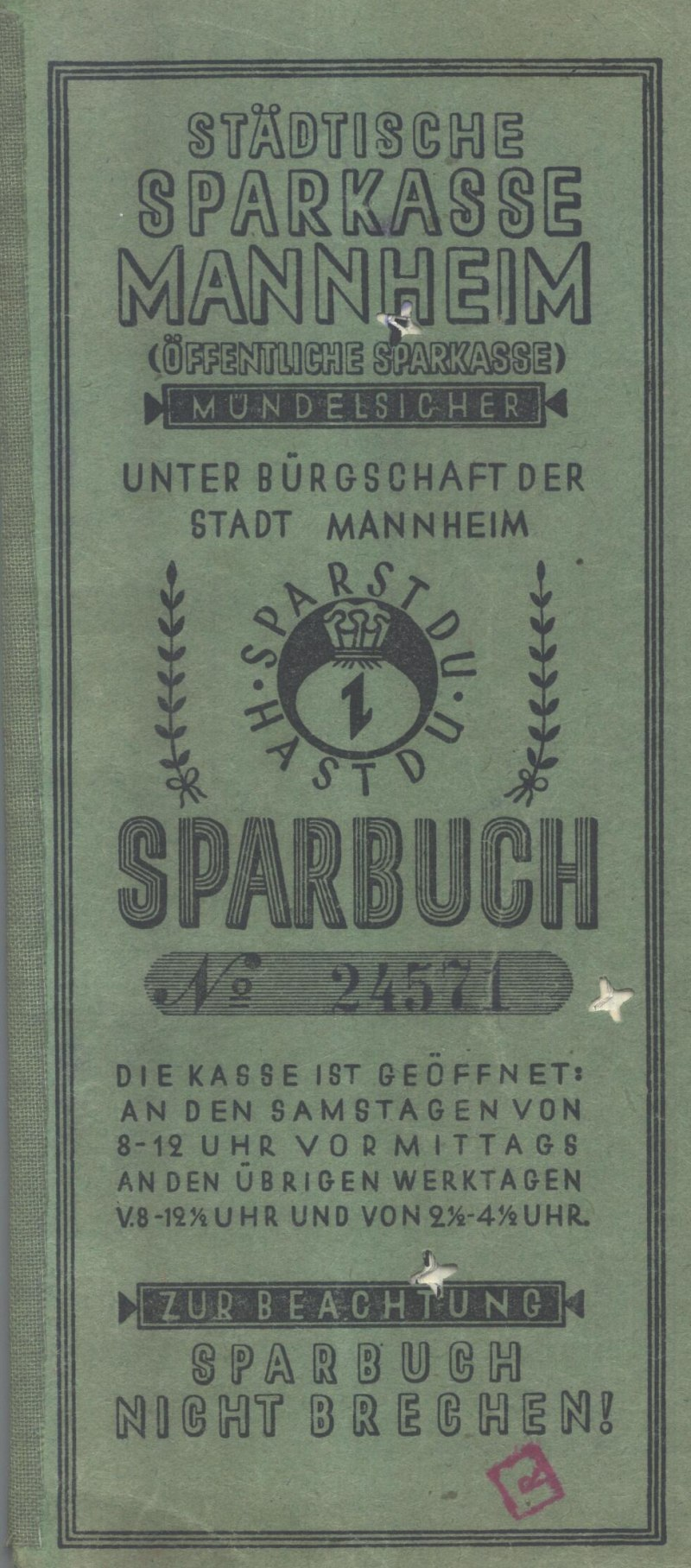
Libreta de ahorros de una Sparkasse emitida en 1942

Las Sparkassen (en singular, Sparkasse) son cajas de ahorros de los países de habla alemana. Se gestionan localmente, en cooperación con los gobiernos regionales y la mayoría son propiedad de corporaciones regionales o locales.
Sin embargo, existen siete Sparkassen en el norte de Alemania que no están bajo control gubernamental: Bordesholmer Sparkasse, Spar- und Leihkasse zu Bredstedt, Sparkasse zu Lübeck, Sparkasse Mittelholstein (Schleswig-Holstein); Sparkasse Bremen; Hamburger Sparkasse.
Gestionan activos por un valor aproximado de un billón de euros. Las 446 cajas de ahorros operan una red de más de 16.000 sucursales y 261.000 empleados.

## Historia
La primera de las Sparkassen fueron fundadas en Hamburgo en 1778, en 1786 en Oldenburg, en 1796 en Kiel, en 1801 en Altona, en 1808 en Darmstadt, en 1817 en Lübeck, en 1818 en Berlín y en 1821 en Nürnberg. En 1818, la Württembergische Spar-Casse fue fundada en Stuttgart. En 1836 había 300 Sparkassen, pasando su número a 1.200 en 1860 y a 3.100 en 1913.